# Mino de Dumont
Mino dumontii
Espèce
Statut de conservation UICN

 LC  : Préoccupation mineure
Le Mino de Dumont (Mino dumontii) est une espèce d'oiseaux de la famille des Sturnidae. Ces oiseaux noirs ont la possibilité de parler, comme le font les mainates.

C'est l'une des plus grandes espèces de Sturnidés, atteignant 23 à 26 cm de longueur et pesant environ 217 g.

## Dénomination
Il est décrit par René-Primevère Lesson en 1827, sous le nom de Mino dumontii en l'honneur de Charles Henri Frédéric Dumont de Sainte-Croix.

## Taxinomie
Cette espèce incluait auparavant Mino kreffti (Sclater, 1869) comme sous-espèce. D'après le Congrès ornithologique international, c'est une espèce monotypique.

## Description

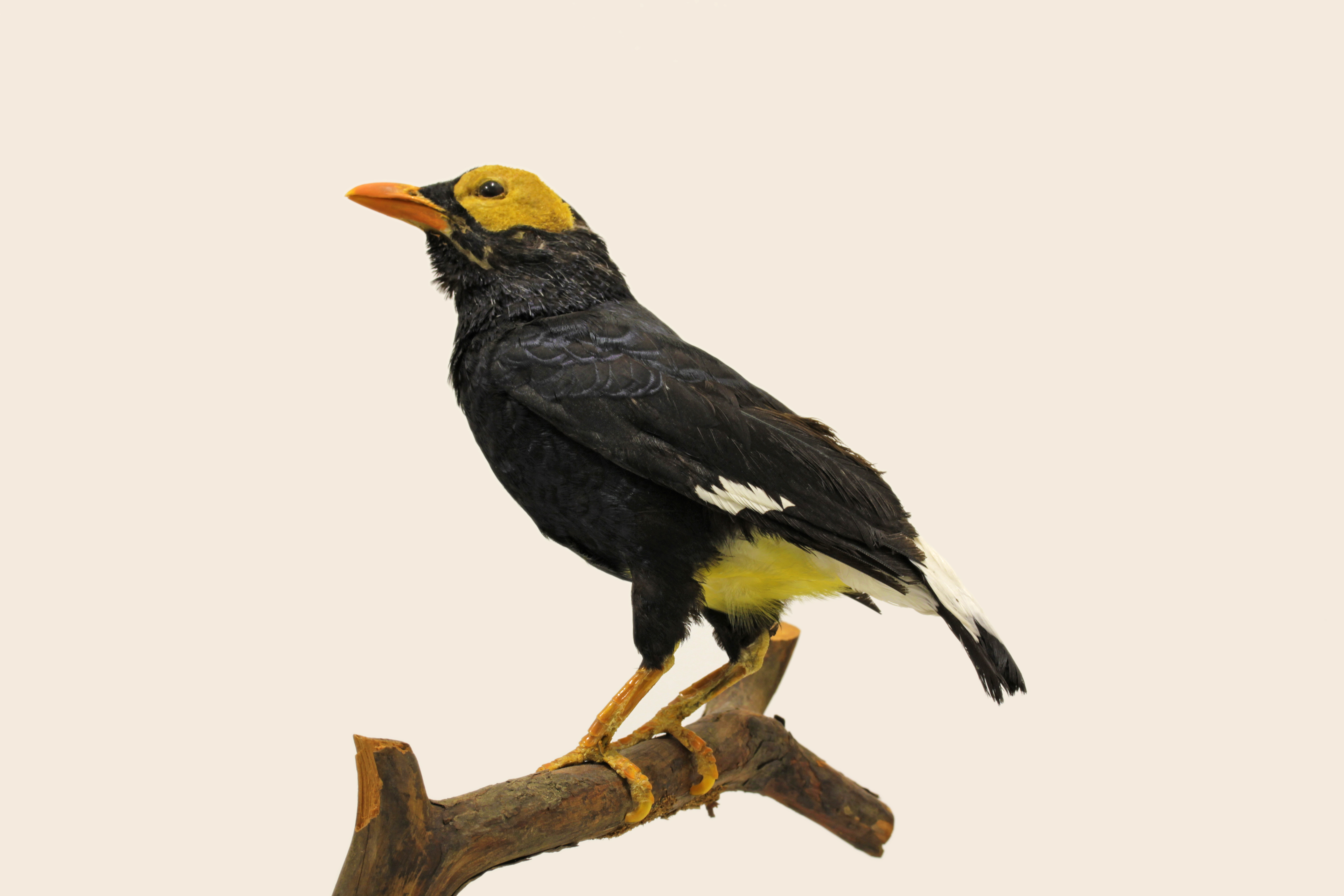
Mino de Dumonti naturalisé - Muséum de Toulouse

La majorité des individus de cette espèce ont un plumage noir avec un lustre métallique.

## Répartition
On le trouve en Nouvelle-Guinée et sur les îles des alentours.

## Biologie
Son habitat naturel est les humides forêts tropicales et sous-tropicales.
Le Mino de Dumont est un oiseau social et omnivore. Son régime alimentaire consiste souvent d'insectes et de fruits.